# 鴻野貴光
鴻野 貴光（こうの たかみつ）は、日本の脚本家。大日本猟友会会員。

## 参加作品

### テレビアニメ
2000年
- ベイビーフィリックス（2000年 - 2001年、脚本）

2004年
- Wind -a breath of heart-（脚本）

2005年
- こみっくパーティーRevolution（脚本）
- ラムネ（シリーズ構成・脚本）

2006年
- 妖逆門（脚本）
- つよきす Cool×Sweet（脚本）

2007年
- Venus Versus Virus（脚本）
- みなみけ（脚本）
- AYAKASHI（2007年 - 2008年、シリーズ構成・脚本）

2008年
- 今日の5の2（シリーズ構成・脚本）

2009年
- アスラクライン2（脚本）

2010年
- みつどもえ（脚本）

2011年
- みつどもえ 増量中!（脚本）
- 俺たちに翼はない（シリーズ構成・脚本）
- 変ゼミ（シリーズ構成・脚本）
- そふてにっ（脚本）
- アスタロッテのおもちゃ!（脚本）
- ゆるゆり（脚本）
- R-15（脚本）

2012年
- ゆるゆり♪♪（脚本）
- カンピオーネ! 〜まつろわぬ神々と神殺しの魔王〜（脚本）

2013年
- みなみけ ただいま（シリーズ構成・脚本）
- 恋愛ラボ（脚本）
- IS 〈インフィニット・ストラトス〉2（脚本）

2014年
- さばげぶっ!（脚本）
- 妖怪ウォッチ（2014年 - 2018年、脚本）

2015年
- アブソリュート・デュオ（シリーズ構成・脚本）
- レーカン!（脚本）
- 干物妹!うまるちゃん（脚本）
- うたわれるもの 偽りの仮面（2015年 - 2016年、シリーズ構成・脚本）

2016年
- デュエルマスターズ VSR（脚本）
- ディバインゲート（脚本）
- 鬼斬（シリーズ構成・脚本）
- CHEATING CRAFT（シリーズ構成）
- タイムボカン24（2016年 - 2017年、脚本）

2017年
- ガヴリールドロップアウト（脚本）
- クロックワーク・プラネット（脚本）
- 妖怪アパートの幽雅な日常（脚本）

2018年
- サンリオ男子（脚本）
- 妖怪ウォッチ シャドウサイド（2018年 - 2019年、脚本）
- うちのメイドがウザすぎる!（脚本）
- 爆釣バーハンター（2018年 - 2019年、脚本）

2019年
- えんどろ〜!（脚本）
- ポチっと発明 ピカちんキット（2019年 - 2020年、脚本）
- 私、能力は平均値でって言ったよね!（脚本）

2020年
- トミカ絆合体 アースグランナー（2020年 - 2021年、脚本）
- 宇崎ちゃんは遊びたい!（脚本）
- くまクマ熊ベアー（脚本）

2021年
- マジカパーティ（2021年 - 2022年、脚本）
- 宇宙なんちゃら こてつくん（2021年 - 2023年、脚本）

2022年
- 賢者の弟子を名乗る賢者（シリーズ構成・脚本）
- おにぱん!（脚本）
- 勇者パーティーを追放されたビーストテイマー、最強種の猫耳少女と出会う（脚本）

2023年
- はめつのおうこく（シリーズ構成・脚本）
- 帰還者の魔法は特別です（シリーズ構成・脚本）
- 君のことが大大大大大好きな100人の彼女（脚本）

2024年
- HIGHSPEED Étoile（シリーズ構成）
- 魔王軍最強の魔術師は人間だった（脚本）
- しかのこのこのここしたんたん（脚本）

2025年
- ニートくノ一となぜか同棲はじめました（脚本）
- 魔神創造伝ワタル（脚本）
- 最強の王様、二度目の人生は何をする?（シリーズ構成・脚本）
- 宇宙人ムームー（脚本）

### OVA
- くりいむレモン New Generation（2006年、脚本）
- 君が望む永遠 〜Next Season〜（2007年 - 2008年、脚本）
- ToHeart2 ad（2008年、脚本）
- 今日の5の2 放課後（2009年、脚本）
- OVA うたわれるもの（2009年 - 2010年、脚本）
- ToHeart2 adplus（2009年、脚本）
- 変ゼミ（2010年、シリーズ構成・脚本）
- アスタロッテのおもちゃ! EX（2011年、脚本）
- みなみけ おまたせ（2012年、脚本）
- ブラッククローバー（2017年、脚本）

### Webアニメ
- Vie Durant（2003年、シリーズ構成・脚本）
- あゆまゆ劇場（2006年 - 2007年、脚本）

### 小説
- ラムネ